# Sant Ferriol
Sant Ferriol ist eine Gemeinde in der Comarca Garrotxa (Provinz Girona, Katalonien, Spanien) südlich der Gemeinde Besalú. Die Bevölkerung lebt in verstreuten Wohnnuklei. Die Siedlung Sant Ferriol gilt als die Hauptsiedlung und gibt heute dem Ort seinen Namen. Bis 1930 hieß der Ort Parròquia de Besalú, da er kirchlich der Pfarrei von Besalú unterstellt war. Das Gemeindegebiet umgibt dasjenige von Besalú im Westen, Süden und Osten. Weiter im Uhrzeigersinn grenzt die Gemeinde im Osten an Maià de Montcal und Serinyà, im Süden an Sant Miquel de Campmajor und Mieres im Westen an Santa Pau und Sales de Llierca und im Norden an Argelaguer. Die Gemeinde leidet insgesamt stark unter Landflucht.

## Die Siedlung Sant Ferriol
Die Kapelle Sant Ferriol erhebt sich auf einer Höhe von 366 m am rechten Ufer des Flusses Fluvià, östlich der Siedlung. Im 15. Jahrhundert wurde die Kapelle und das Haus von Sant Ferriol erstmals erwähnt. Das heutige Gebäude stammt aus dem 17. Jahrhundert im spätgotischen Stil, daneben befindet sich ein großes Gasthaus. Früher tagte dort der Gemeinderat. Dort wurde auch im September mit einer Messe und Sardanatänzen das Dorffest gefeiert.

## Andere Wohnsiedlungen
Die Siedlung El Torn (63 Einwohner 2005) liegt im südlichen Sektor des Gemeindegebietes. Der Ort bildet einen Nukleus von Häusern rund um die Pfarrkirche Sant Andreu, die im 18. Jahrhundert aus einem romanischen Grundbauplan heraus stark umgebaut wurde. Die rechteckige Apsis aus einem vorromanischen Bau blieb als Sakristei in den Gebäudekomplex eingegliedert. Der Gebäudekomplex weist heute eine barocke Fassade und einen quadratischen Glockenturm auf. Im Inneren befindet sich ein romanisches Taufbecken in Form eines Bechers. Die Kirche wurde im Jahr 977 ersterwähnt, in dem Graf Miró II von Besalú und Bischof von Girona die Kirche dem Kloster Sant Pere de Besalú schenkte.
Auf Gemeindegebiet befindet sich auch die Kirche Sant Feliu de Ventajol (in Sant Miquel de Campmajor) und das wichtige Heiligtum von Collell im Südosten von Torn. Das Heiligtum befand sich bereits im 11. Jahrhundert im Besitz des Klosters Sant Pere de Besalú, das dort 1158 ein Benediktinerpriorat einrichtete. Seit dem 12. Jahrhundert wurde dort eine romanische Marienschnitzerei mit dem Sohn auf dem Schoß verehrt. 1405 verließen die Benediktiner das Priorat und der Gottesdienst wurde weltlichen Priestern anvertraut. Im Laufe des 15. Jahrhunderts geriet das Heiligtum schließlich stark in Vernachlässigung bis 1483 der Bauer Miquel Noguer aus Torn eine Vision der Jungfrau Maria hatte, die ihm auferlegte, dem Heiligtum neues Leben einzuhauchen. Die Marienverehrung breitete sich auf benachbarte Grafschaften aus. Im 17. Jahrhundert gab es entsprechend an diesem Ort eine Herberge und eine Krankenstation. 1836, als generell kirchliche Vermögen eingezogen wurden, geriet die Marienverehrung wieder in Vergessenheit bis Bischof Florenci Lorente von Girona 1852 dort ein Diözesanseminar einrichten ließ. Während des Spanischen Bürgerkrieges diente der Gebäudekomplex schließlich als politisches Gefängnis. 1939 wurden dort mehrere Häftlinge erschossen. 1949 wurde dort ein neues Priesterseminar eingerichtet. Der Gebäudekomplex wurde letztendlich in ein Bildungszentrum umfunktioniert. Mittlerweile gibt es Pläne, ihn in eine Jugendherberge umzuwandeln. Die alte Kirche, die lange Zeit aufgegeben war, ist heute wieder für die Abhaltung von Gottesdiensten hergerichtet. Im Oktober eines jeden Jahres wird dort das Fest der Erscheinung Mariens gefeiert.
Die Siedlungen La Miana, die Landpfarrei Sant Silvestre del Mor, Ossinyà, Juïnyà und Fares sind entweder als Wohnsiedlungen aufgegeben oder nur dünnst besiedelt.

## Wirtschaft
Die weit zerstreut lebende Bevölkerung war traditionell auf verschiedene Ortsteile verteilt, von denen mittlerweile einige unbewohnt sind. Um 1553 wurden die Anzahl der Feuerstellen in den verschiedenen Wohngebieten folgendermaßen angegeben: El Torn (in Santa Maria del Collell) 10 Feuerstellen, Sant Martí de Capellada (Juïnyà) 11 Feuerstellen, La Miana und Fares jeweils 8 Feuerstellen, Ossinyà 1 Feuerstelle. Bei den Volkszählungen im 18. Jahrhundert wurden die Einwohner dieser Wohngebiete Besalú zugeschlagen. Um 1860 wurde mit 1161 Einwohnern ein Höchstwert erreicht, der sich seitdem in Abnahme befand (786 im Jahr 1900, 722 1930, 310 1970, 177 1998 und 206 im Jahr 2005).
Landwirtschaft und Viehzucht sind die traditionellen Grundlagen der Wirtschaft dieser Ansiedlungen. In den Tälern werden hauptsächlich Gerste und Futter angebaut. In den Bergregionen gibt es ausgedehnte Eichenwälder. Die Schweine-, Rinder- und Geflügelzucht bilden die tierische Wirtschaftsbasis, ergänzt durch Schafe und Rinder. Die Industrie hat sich in dem Gebiet wenig bis kaum entwickelt. Ein Unternehmen, das Beton-, Gips- und Zementprodukte herstellt, sticht hervor. Der ländliche Tourismus findet Unterkunft in Bauernhöfen in der gleichen Gemeinde. Hervorzuheben sind auch die Anlagen des Pitch & Putt Golfclub Garrotxa.

Sant Ferriol
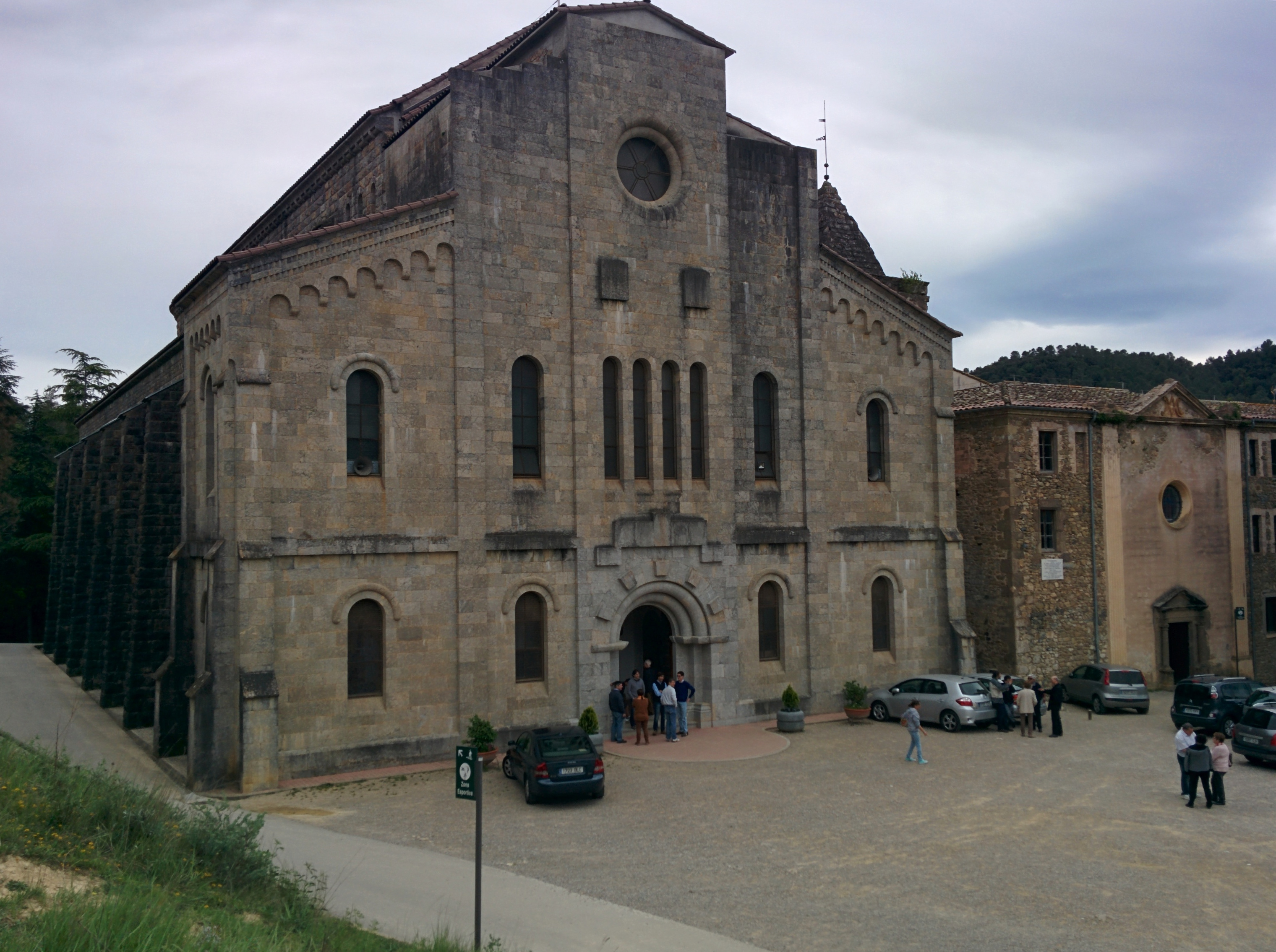
Die neue Kirche des Marienheiligtums von Collel von außen
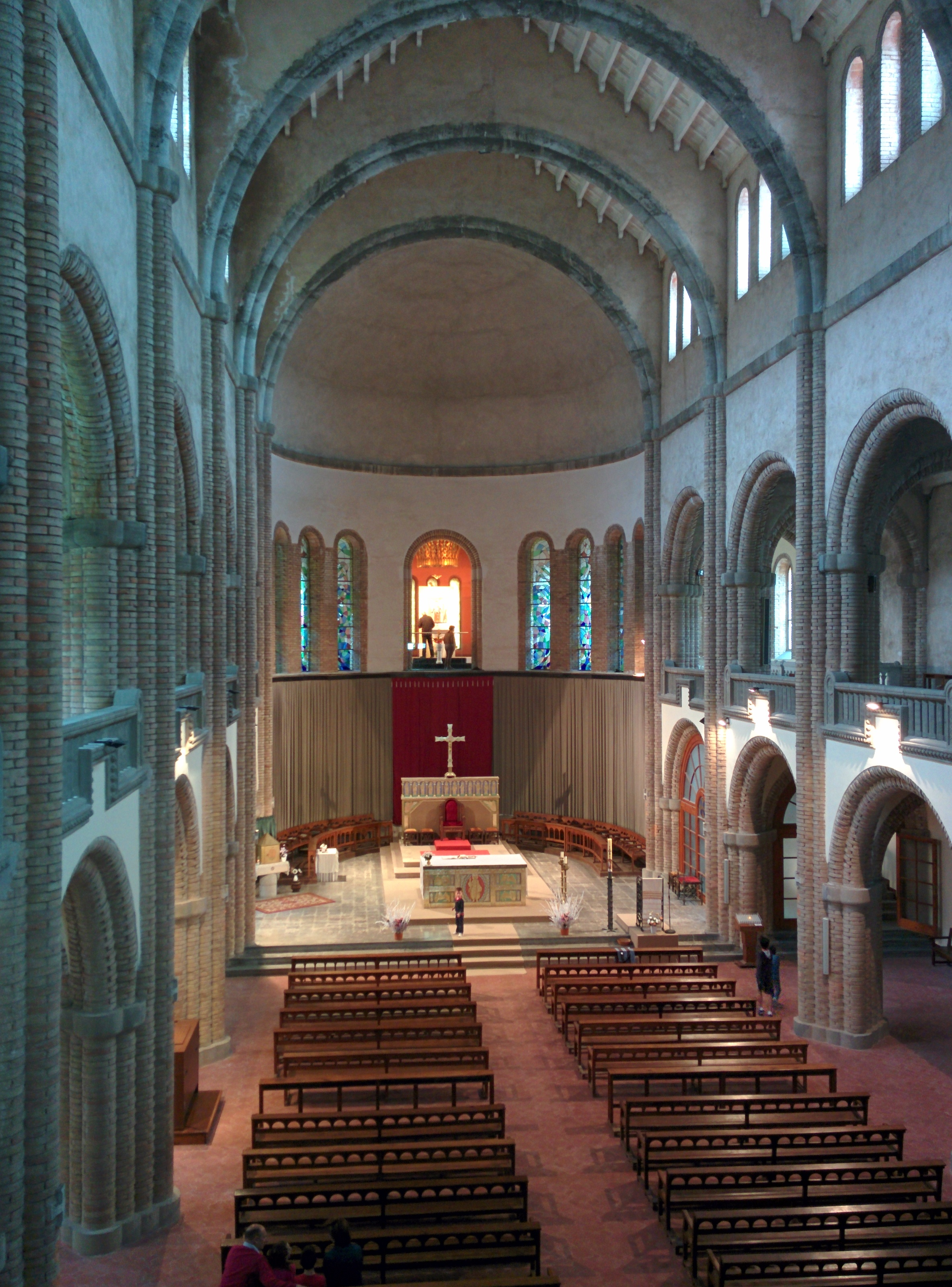
Die neue Kirche des Marienheiligtums von Collel von innen
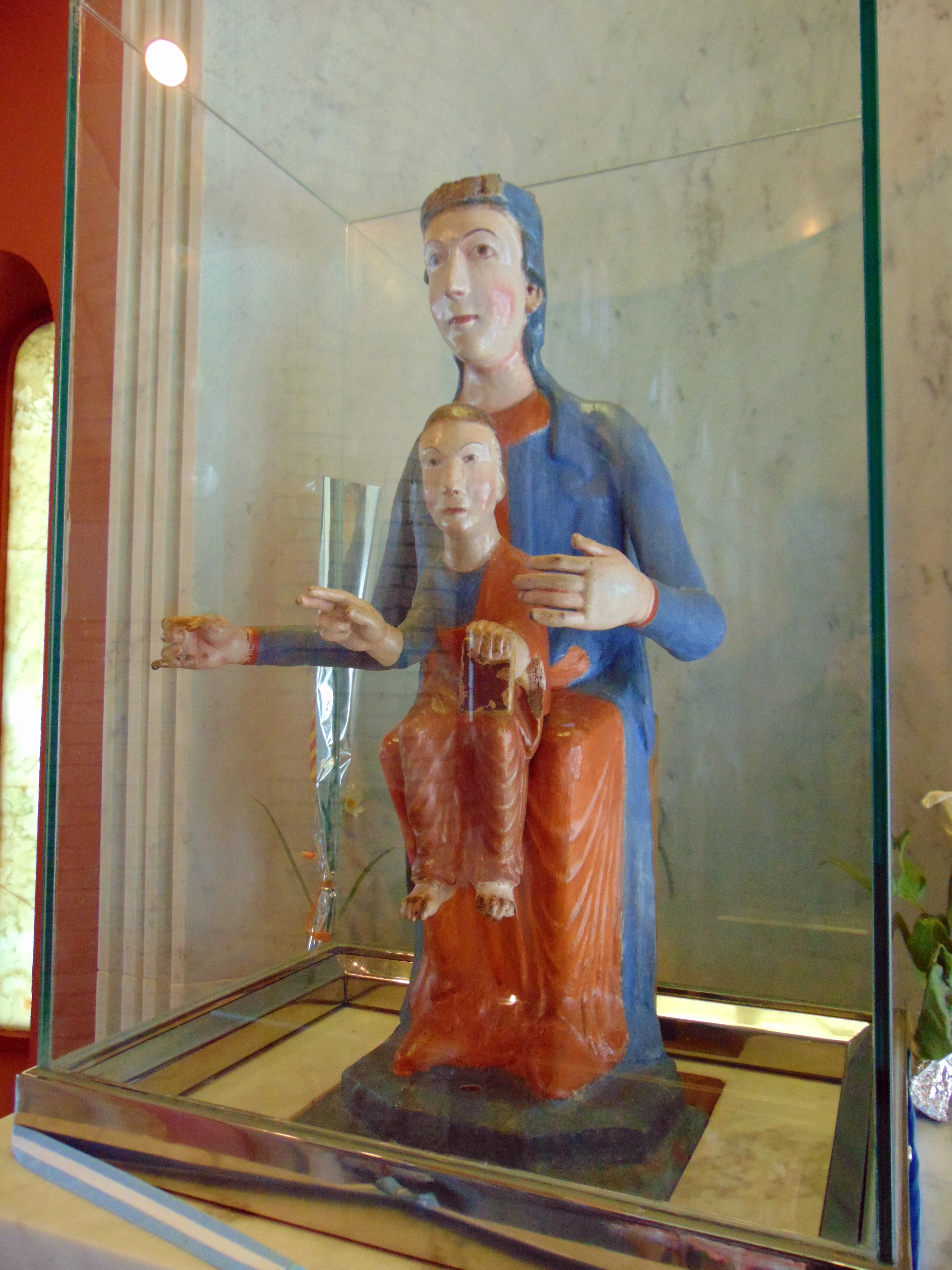
Die Mutter Gottes von Collel
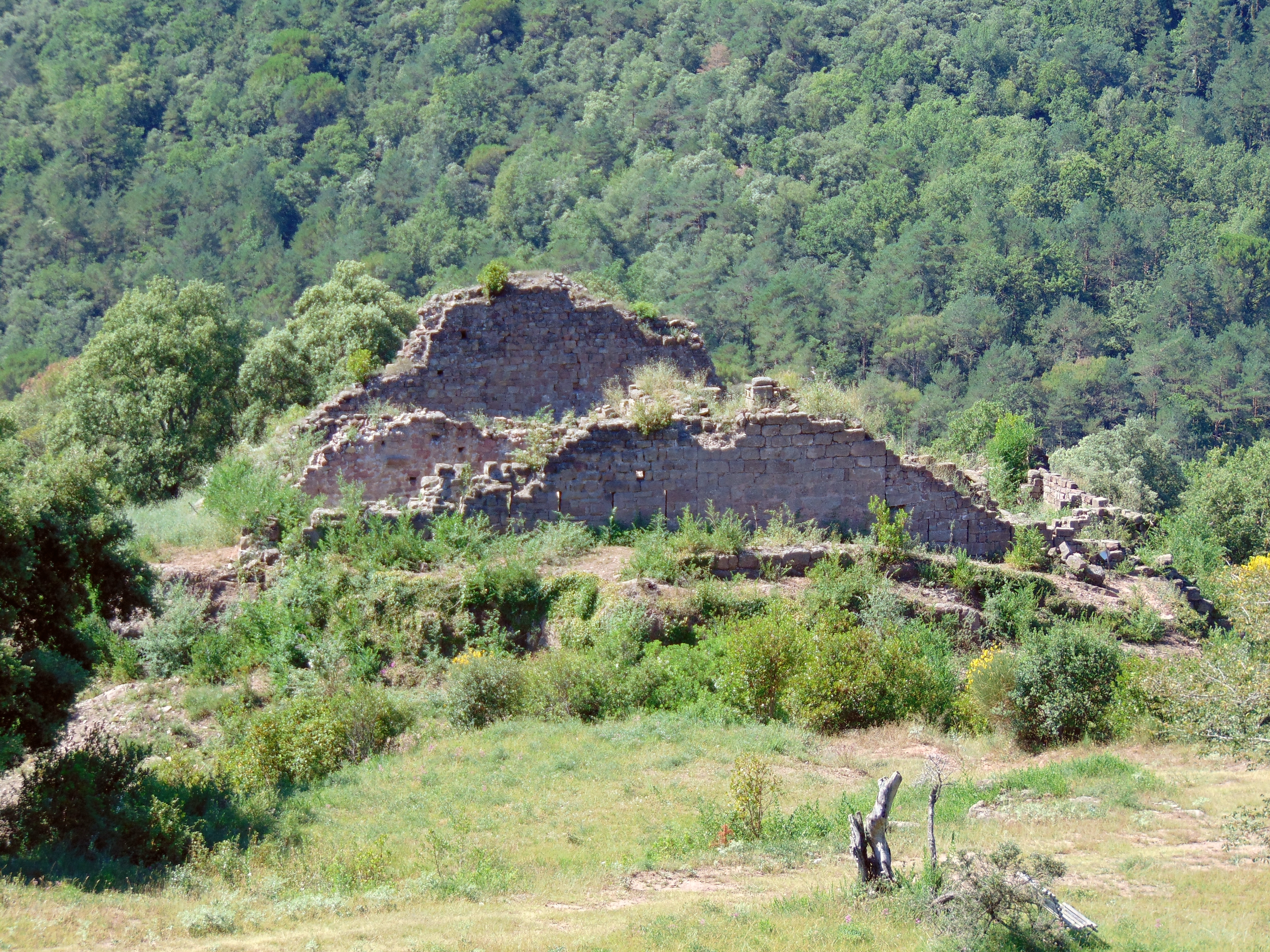
Die Burgruine Castell de la Miana
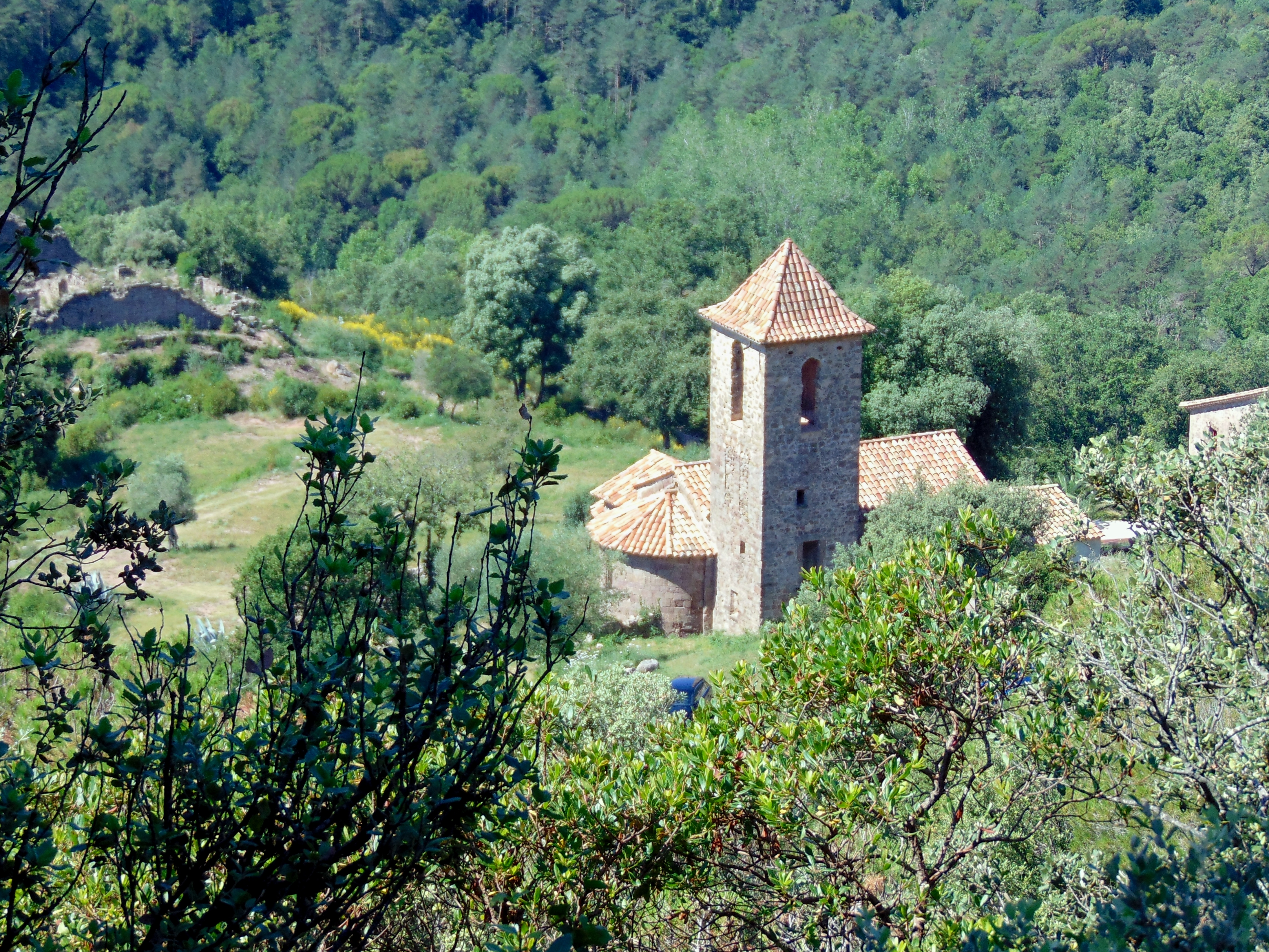
Die Kirche Sant Miquel de la Miana
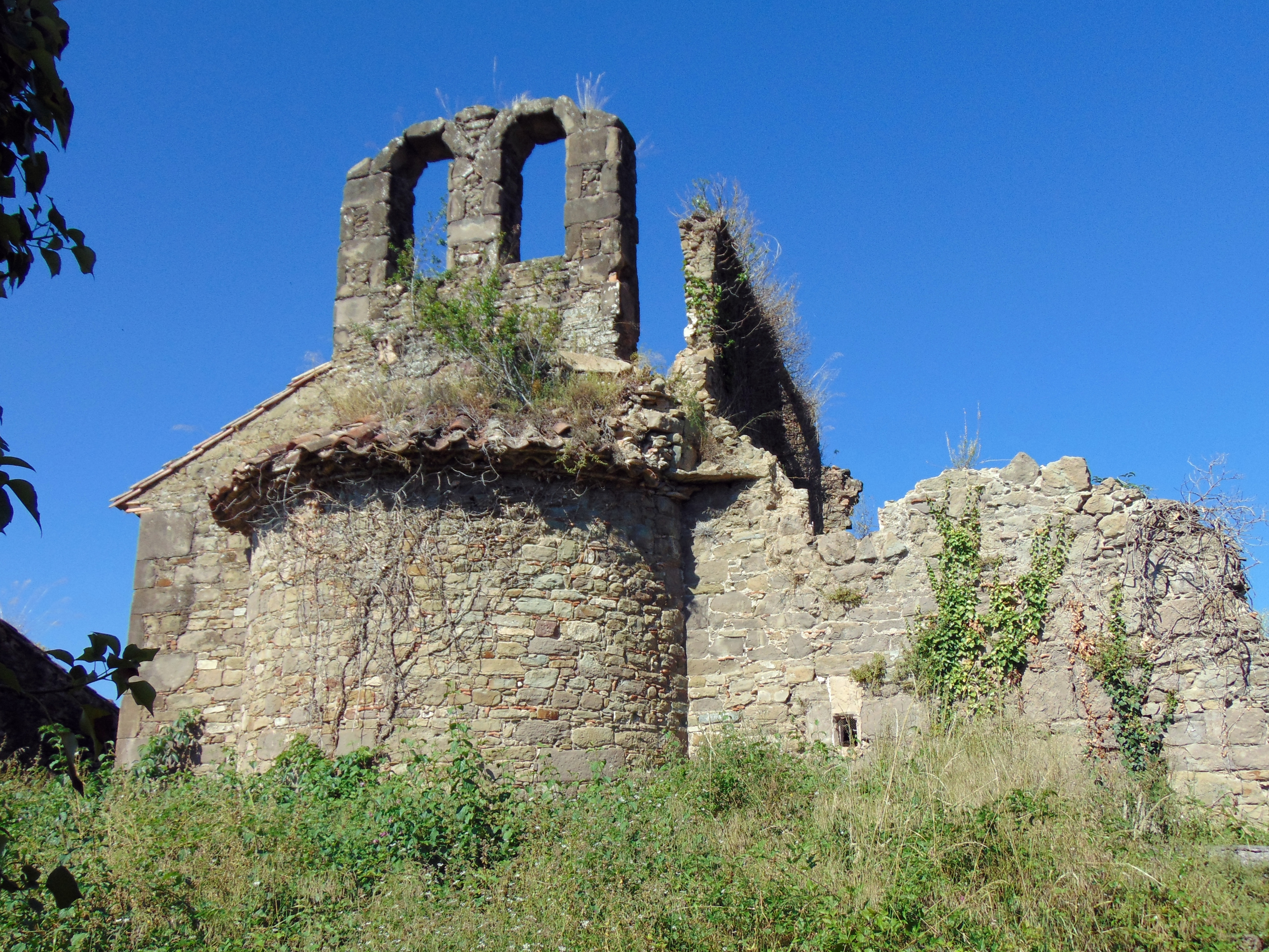
Die romanische Kirchenruine Sant Silvestre del Mor
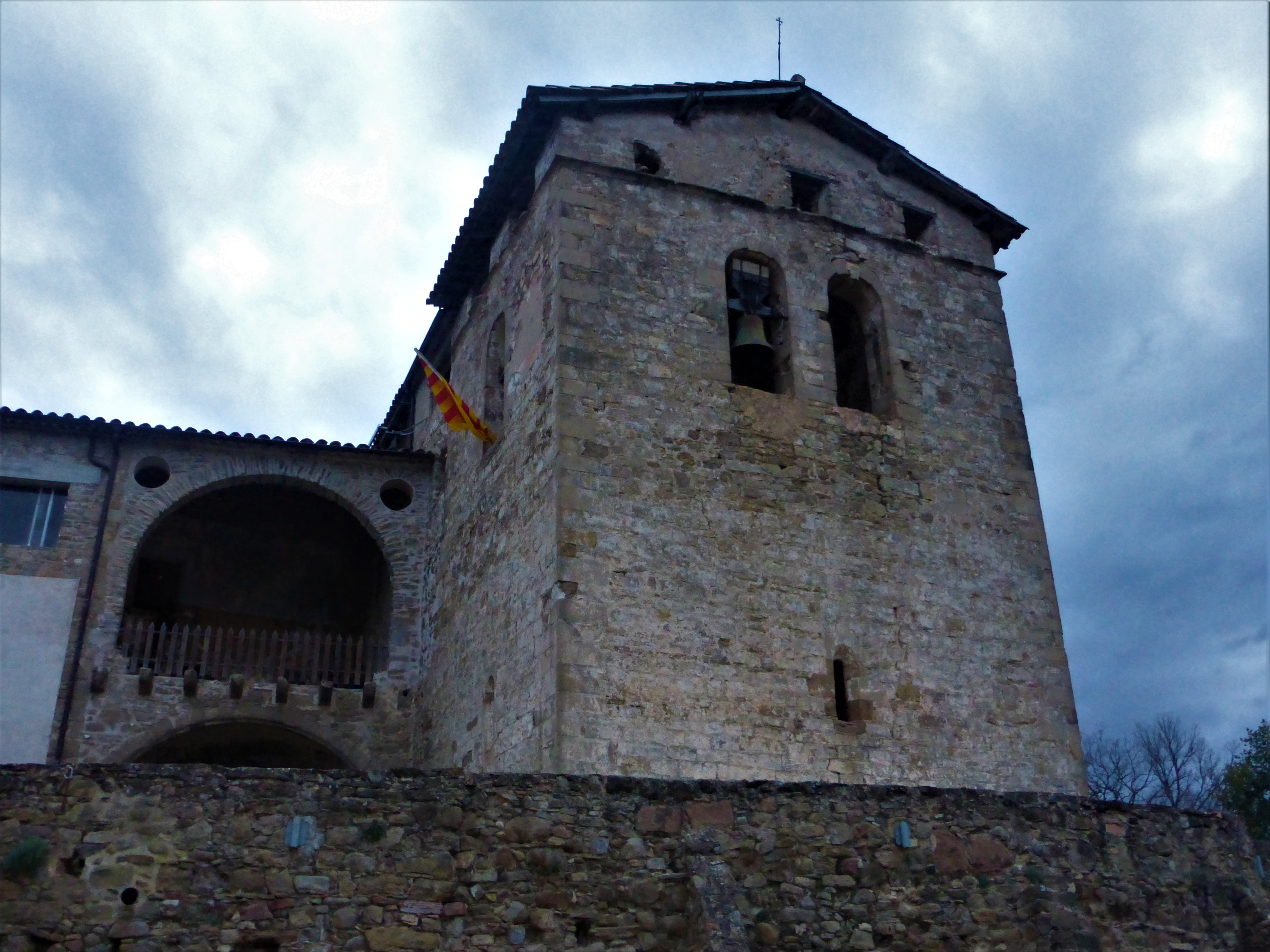
Das Heiligtum von Sant Ferriol